# Загребский собор
За́гребский собо́р (хорв. Zagrebačka katedrala), полное название — Собор Вознесения Девы Марии и святых Стефана и Владислава (хорв. Katedrala Marijina Uznesenja i sv.sv. Stjepana i Ladislava) — католический собор в Загребе, Хорватия. Кафедральный собор Загребской архиепархии-митрополии, кафедра примаса Хорватии (в 2009 году — кардинала Йосипа Бозанича).

## История
Строительство собора началось в 1093 году, однако в 1242 году здание было разрушено во время монгольского нашествия. В конце XV века Османская империя вторглась на территорию Боснии и Хорватии, вследствие чего многие города начали возводить фортификационные укрепления. Вокруг собора были также построены стены, часть которых сохранилась до наших дней. В XVII веке на южной стороне здания была возведена башня, использовавшаяся в качестве военного наблюдательного пункта.
В 1832 году по приказу загребского епископа был разрушен один из алтарей собора, построенный двумя веками ранее скульптором Хансом Аккерманом. В 1880 году храм серьёзно пострадал в результате сильного землетрясения — рухнул основной неф. Реставрацию собора поручили архитектору Герману Боле. Ему удалось восстановить неоготический облик здания, а также воссоздать две башни высотой 105 м. В пресвитерии собора находятся усыпальницы кардинала Алоизие Степинаца и полководца Тамаша Эрдёди.
В марте 2020 года в результате землетрясения собор вновь серьёзно пострадал.
Собор изображён на обратной стороне банкноты номиналом в 1000 хорватских кун, выпущенной в 1993 году.